# Abuta chiapasensis
Abuta chiapasensis là một loài thực vật có hoa trong họ Biển bức cát. Loài này được Krukoff & Barneby mô tả khoa học đầu tiên năm 1970.